# Chandler Hutchison
Chandler Hutchison (Mission Viejo, 26 aprile 1996) è un ex cestista statunitense, professionista nella NBA.

## Carriera
È stato selezionato dai Chicago Bulls al primo giro del Draft NBA 2018 (22ª scelta assoluta).